# جوردان سيلفا
جوردان سيلفا (بالإسبانية: Jordan Silva) (30 يوليو 1994 المكسيك - ) هو لاعب كرة قدم مكسيكي، يلعب كمدافع.

## روابط خارجية
- جوردان سيلفا على موقع قاعدة بيانات كرة القدم.إي يو (الإنجليزية)
- جوردان سيلفا على موقع ناشيونال فوتبول تيمز (الإنجليزية)
- جوردان سيلفا على موقع Soccerway.com (الإنجليزية)
- جوردان سيلفا على موقع اللجنة الأولمبية الدولية (الإنجليزية)
- جوردان سيلفا على موقع أوليمبيديا (الإنجليزية)
- جوردان سيلفا على موقع AS.com (الإسبانية)